# Сорокина, Надежда Григорьевна
Наде́жда Григо́рьевна Соро́кина  (1918—1992) — советский хирург, заслуженный врач РСФСР, почётный гражданин Свердловска (1973). Участница Великой Отечественной войны, награждена орденом Красной Звезды, медалями.

## Биография
Родилась 2 августа 1918 года в селе Курвыс Буинского уезда Симбирской губернии.

В возрасте 16 лет отправилась на учёбу в Казань и поступила в Казанский медицинский институт. 
«Отец говорил: „Зачем девке учиться, дел и без того хватает“. Если честно, хотелось в физики, но места были только в медицинском. В результате окончила Казанский медицинский институт.».
Участница Великой Отечественной войны. С 1942 года находилась в действующей армии в должности начальника госпиталя. Участвовала в битвах на Волге, Курской дуге. Награждена орденами Красной Звезды, Отечественной войны II степени (06.04.1985), медалями «За отвагу», «За оборону Сталинграда», «За победу над Германией» и другими. Войну прошла до Берлина, где познакомилась со своим будущим мужем.
После войны работала в Свердловске в Центральной городской больнице № 27 (ныне ЦГКБ № 1). В 1958 году Сорокиной присвоено почётное звание Заслуженный врач РСФСР, а в 1973 году присвоено звание Почётный гражданин Свердловска.
Избиралась членом Свердловского городского комитета КПСС, депутатом Свердловского областного Совета депутатов трудящихся, делегатом XXII съезда коммунистической партии.
Умерла 26 июля 1992 года. Похоронена на Сибирском кладбище Екатеринбурга.

## Награды
- Орден Отечественной войны II степени (06.04.1985)
- Орден Красной Звезды (08.08.1944)
- Медаль «За отвагу» (СССР) (25.06.1943)
- Медаль «За оборону Сталинграда»
- Медаль «За победу над Германией в Великой Отечественной войне 1941—1945 гг.»
- Нагрудный Знак «25 лет победы в Великой Отечественной войне»
- Значок «Отличнику здравоохранения» (СССР)
- Почётное звание Заслуженный врач РСФСР
- Звание Почётный гражданин Свердловска